# The Happy Family
The Happy Family é um filme de comédia britânico de 1936, dirigido por Maclean Rogers e estrelado por Hugh Williams, Leonora Corbett e Max Adrian. Baseia-se na peça French Salad, de Max Catto.

## Elenco
- Hugh Williams ... Victor Hutt
- Leonora Corbett ... Barbara Hutt
- Max Adrian ... Noel Hutt
- Maidie Hope ... Sra Hutt
- Eve Gray ... Nia Harrison
- Ellen Pollock ... Leo Hutt
- Glennis Lorimer ... Robina Hutt
- D. A. Clarke-Smith ... Mr Harrison
- Dick Francis ... Sr Hutt
- Muriel George ... Housekeeper